# 毛联珏
毛联珏（1922年—1985年），曾用名毛志良，男，山西昔阳人，中华人民共和国政治人物，曾任国务院副秘书长，第五届全国人大代表。